# センダン科
センダン科（センダンか、栴檀科、Meliaceae）は、双子葉綱ムクロジ目に属する植物の科で、熱帯から亜熱帯、温帯にかけて、46属700種あまりが分布している。日本では温暖な地域にセンダンが自生しているほか、中国原産のチャンチン（香椿）が庭木として栽培されている。
熱帯産のものには、マホガニーなど、木材として重要な物がいくつか含まれている。その他、植物油・石鹸・殺虫剤などの製造に使われてきた。
「栴檀は双葉より香ばし」という有名なことわざに出てくる栴檀（せんだん）は、これとは全く別物のビャクダン科の植物ビャクダン（白檀）のことである。

## 属
- Aglaia モラン属[1][2]/ジュラン属（アグライア）- ジュラン[3] A. odorata
- Anthocarapa
- Aphanamixis
- Astrotrichilia
- Azadirachta アザディラクタ属[2] - インドセンダン（ニーム）
- Cabralea - パウデサント pau-de-santo[4]（C. canjerana; シノニム: C. multijuga）
- Calodecaryia
- Capuronianthus
- Carapa カラパ属[2] - クラブウッド crabwood（C. guianensis）[4]
- Cedrela ケドレラ属[2] - C. fissilis、セドロ
- Chisocheton キソケトン属[2] - セラムキソケトン（C. ceramicus）[4]
- Chukrasia ククラシア属[2] - チクラシー[4]/インマ[5]（C. tabularis）1種のみ
- Cipadessa
- Dysoxylum シマセンダン属[1][2] - シマセンダン（D. cumingianum）[3]、クリムノキ[6]/ダイソックス[4]（D. excelsum; シノニム: D. arnoldianum）、ホワイトシダー white cedar[4]（D. malabaricum）、kohekohe（D. spectabile）
- Ekebergia - E. capensis
- Entandrophragma エンタンドロフラグマ属[2] - ティアマ tiama（E. angolense）、コシポ kosipo（E. candollei）、サペリ sapelli（E. cylindricum）、シポ sipo（E. utile）[4]
- Guarea グアレア属[2]
- Heckeldora
- Heynea - ヘイネヤ（H. trijuga）[6]および H. velutina の2種
- Humbertioturraea
- Khaya アフリカマホガニー属[2] - ササンドラアカジュ（K. anthotheca）、アフリカマホガニー（K. ivorensis）、ドライマホガニー（K. senegalensis）[4]
- Lansium - ランサ（L. domesticum）[3]
- Lepidotrichilia
- Leplaea - ボセ bossé[4]（L. cedrata および L. thompsonii の2種; この2種は従来グアレア属に配置されていたが、2012年に発表された論文[7]以降この属に置かれるようになった。参照: Guarea cedrata、Guarea thompsonii）
- Lovoa ロウォア属[2] - ディベトウ dibétou[4]/ロボア[5]（L. trichilioides）
- Malleastrum
- Melia センダン属 - センダン
- Munronia
- Naregamia
- Neobeguea
- Nymania - N. capensis 1種のみ
- Owenia オウェニア属[2]
- Pseudobersama
- Pseudocarapa
- Pseudocedrela
- Pseudoclausena - P. chrysogyne 1種のみ
- Pterorhachis
- Quivisianthe - Q. papinae 1種のみ
- Reinwardtiodendron
- Ruagea
- Sandoricum - サントール[3][5]（S. koetjape; 別名: ケチャペ[6][4]/サントル[4]）
- Schmardaea - S. microphylla 1種のみ
- Soymida ソイミダ属[2] - S. febrifuga 1種のみ
- Sphaerosacme
- Swietenia マホガニー属 - オオバマホガニー[4][3]（S. macrophyllus）、マホガニー
- Synoum - S. glandulosum 1種のみ
- Toona チャンチン属[2] - インドチャンチン[6][4][5]（T. ciliata; シノニム: Cedrela toona; 別名: トーナノキ、インドマホガニー、レッドシダー[5]）、チャンチン
- Trichilia - トリキリア・エメティカ[2]（T. emetica）
- Turraea トゥラエア属[2]
- Turraeanthus - アボディレ avodiré[4]（T. africana）
- Vavaea
- Walsura
- Xylocarpus クシロカルプス属[2]/ホウガンヒルギ属 - ホウガンヒルギ（X. granatum）